# Reflexões sobre a Revolução na França

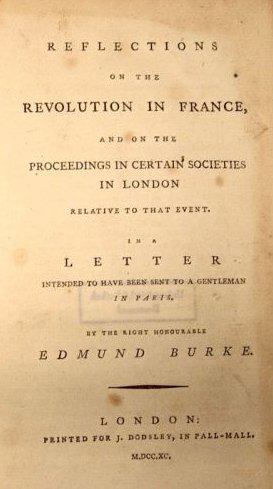
Reflexões sobre a Revolução na França

Reflexões sobre a Revolução na França (em inglês: Reflections oh the Revoltion in France) é um panfleto político escrito pelo estadista irlandês Edmund Burke e publicado em 1o de novembro de 1790. É fundamentalmente um contraste da Revolução Francesa daquela época com a Constituição britânica não escrita e, em um grau significativo, uma discussão com apoiadores britânicos e intérpretes dos eventos na França. Um dos ataques intelectuais mais conhecidos contra a Revolução Francesa, Reflexões é um tratado definidor do conservadorismo moderno, bem como uma importante contribuição para a teoria internacional. The Norton Anthology of English Literature, descreve reflexões como se tornando a "declaração mais eloquente do conservadorismo britânico em favor da monarquia, aristocracia, propriedade, sucessão hereditária e a sabedoria de todos os tempos". Acima de tudo, tem sido um dos esforços que definem a transformação da de Edmund Burke "tradicionalismo em uma autoconsciente e totalmente concebida filosofia política de conservadorismo".
O panfleto não foi fácil de classificar. Antes de ver este trabalho como um panfleto, Burke escreveu no modo de uma carta, invocando expectativas de abertura e seletividade que adicionaram uma camada de significado. acadêmicos tiveram problemas para identificar se Burke, ou seu tratado, pode ser melhor entendido como "um realista ou idealista, racionalista ou revolucionário". Graças à sua eficácia, habilidade retórica e poder literário, tornou-se um dos mais conhecidos dos escritos de Burke e um texto clássico em teoria política. No século XX, ele influenciou vários intelectuais conservadores, que reformularam os argumentos whigg de Burke como uma crítica aos programas bolcheviques.

## Antecedentes
Burke serviu na Câmara dos Comuns da Grã-Bretanha, representando o partido Whig, em estreita aliança com o político liberal Lord Rockingham. Na carreira política de Burke, ele defendeu vigorosamente a limitação constitucional da autoridade da Coroa, denunciou a perseguição religiosa aos católicos em sua Irlanda natal, expressou as queixas das colônias americanas da Grã-Bretanha, apoiou a independência americana e buscou vigorosamente o impeachment de Warren Hastings, o governador-geral de Índia britânica, por corrupção e abuso de poder. Por essas ações, Burke era amplamente respeitado pelos liberais na Grã-Bretanha, nos Estados Unidos e no continente europeu. No início de sua carreira, Burke defendeu muitas causas liberais e apoiou os americanos em sua guerra pela independência. Assim, oponentes e aliados ficaram surpresos com a força de sua convicção de que a Revolução Francesa foi "um desastre" e os revolucionários "uma multidão de porcos".
Logo após a queda da Bastilha em 1789, o aristocrata francês Charles-Jean-François Depont perguntou suas impressões sobre a Revolução e Burke respondeu com duas cartas. A segunda carta, mais longa, redigida após a leitura do discurso de Richard Price, Um Discurso sobre o Amor de Nosso País, em janeiro de 1790, tornou-se Reflexões sobre a Revolução em França. Publicado em novembro de 1790, o trabalho foi um best-seller instantâneo, pois treze mil exemplares foram comprados nas primeiras cinco semanas e no mês de setembro seguinte já havia passado por onze edições. De acordo com Stephen Greenblatt em The Norton Anthology of English Literature, "parte de seu apelo aos leitores contemporâneos reside nos relatos altamente elaborados do tratamento violento da turba ao rei e à rainha franceses (que na época em que Burke estava escrevendo foram presos em Paris...)". O rei e a rainha franceses foram executados respectivamente três anos depois, em janeiro e outubro de 1793.
Burke escreveu que não gostava de pensamento abstrato, que liberdade e igualdade eram diferentes, que a igualdade genuína deve ser julgada por Deus e que a liberdade era uma construção da lei e não era desculpa para fazer o que quiséssemos. Ele não se sentia confortável com a mudança radical e acreditava que os revolucionários se encontrariam ainda mais em apuros, pois suas ações causariam mais problemas. Em suas opiniões, os revolucionários não entendiam que “não há direitos sem deveres correspondentes, ou sem algumas qualificações estritas”.
Com sua visão do que ele acreditava que aconteceria aos revolucionários, pode-se ver por que Burke não gostava de mudanças. Os homens não conseguem lidar com grandes quantidades de poder. “Quando os homens brincam de Deus”, disse Burke, “atualmente eles se comportam como demônios”.

## Argumentos
Nas Reflexões, Burke argumentou que a Revolução Francesa terminaria desastrosamente porque seus fundamentos abstratos, supostamente racionais, ignoravam as complexidades da natureza humana e da sociedade. Além disso, ele se concentrou na praticidade das soluções em vez da metafísica, escrevendo: "Qual é a utilidade de discutir o direito abstrato de um homem à alimentação ou à medicina? A questão é sobre o método de obtê-los e administrá-los. Nesta deliberação, irei aconselhe sempre pedir ajuda ao agricultor e ao médico, e não ao professor de metafísica”. Seguindo Santo Agostinho e Cicero, ele acreditava em um governo baseado no "coração humano". No entanto, ele estava desdenhoso e com medo do Iluminismo, inspirado pelos escritos liberais seculares de intelectuais como David Hume, Edward Gibbon, Jean-Jacques Rousseau, Voltaire e Anne Robert Jacques Turgot, que não acreditavam na ordem moral divina e no pecado original. Burke disse que a sociedade deve ser tratada como um organismo vivo e que as pessoas e a sociedade são infinitamente complicadas, levando-o a entrar em conflito com a afirmação de Thomas Hobbes de que a política pode ser redutível a um sistema dedutivo semelhante à matemática.
Como um Whig, Burke repudiou expressamente a crença na autoridade monárquica divinamente designada e a ideia de que um povo não tem o direito de depor um governo opressor. No entanto, ele defendeu papéis centrais para a propriedade privada, tradição e preconceito (ou seja, adesão a valores independentemente de sua base racional) para dar aos cidadãos uma participação na ordem social de sua nação. Ele defendeu uma reforma constitucional gradual, não uma revolução (em todos os casos, exceto no caso mais qualificado), enfatizando que uma doutrina política baseada em abstrações como a liberdade e os direitos do homem poderia ser facilmente abusada para justificar a tirania. Ele viu direitos herdados, reafirmados na Inglaterra desde a Magna Carta à Declaração de Direitos, como firme e concreto dando continuidade (como tradição, preconceito e propriedade privada hereditária). Em contraste, a aplicação de direitos abstratos especulativos pode vacilar e estar sujeita a mudanças com base nas correntes políticas. Em vez disso, ele pediu a promulgação constitucional de direitos e liberdades específicos e concretos como proteção contra a opressão governamental.
Na frase, "[o preconceito] torna a virtude de um homem seu hábito", Burke defende os preconceitos irracionais acalentados, mas não ensinados das pessoas (quanto maior lhes convinha, mais eles os valorizavam). Como a estimativa moral de uma pessoa é limitada, é melhor tirar proveito do "banco geral e do capital das nações e das idades" do que de seu próprio intelecto.
Burke previu que a desordem concomitante da Revolução tornaria o exército "amotinado e cheio de facções" e então um "general popular", comandando a lealdade dos soldados, se tornaria "senhor de sua assembléia, senhor de toda a sua república". Embora ele possa estar pensando em Gilbert du Motier, Marquês de Lafayette, Napoleão cumpriu essa profecia no dia 18 de Brumário, dois anos após a morte de Burke.
A maior parte da Câmara dos Comuns discordou de Burke e sua popularidade diminuiu. Quando a Revolução Francesa se dividiu em facções, o Partido Whig se dividiu em dois, ou seja, o partido Novo Whig e o Partido Velho Whig. Como fundador dos Old Whigs, Burke sempre aproveitou a oportunidade para se envolver em um debate com os Novos Whigs sobre o jacobinismo francês.
Depois de tentar afrouxar o controle da minoria protestante sobre o governo irlandês, ele foi expulso da Câmara dos Comuns com uma grande pensão. Mais tarde, ele adotou crianças francesas e irlandesas, acreditando estar correto em resgatá-las da opressão do governo. Antes de morrer, ele ordenou que sua família o enterrasse secretamente, acreditando que seu cadáver seria um alvo político de profanação caso os jacobinos prevalecessem na Inglaterra.

## Citações deReflexões sobre a revolução na França[15]
Todas as circunstâncias tomadas em conjunto, a Revolução Francesa é a mais surpreendente que já aconteceu no mundo. As coisas mais maravilhosas são realizadas em muitos casos pelos meios mais absurdos e ridículos; nos modos mais ridículos; e, aparentemente, pelos instrumentos mais desprezíveis. Tudo parece fora da natureza neste estranho caos de leviandade e ferocidade, e de todos os tipos de crimes misturados com todos os tipos de loucuras.
Ao ver essa cena tragicômica, as paixões mais opostas necessariamente se sucedem e às vezes se misturam na mente; desprezo e indignação alternativos; risos e lágrimas alternados; escárnio e horror alternativos.
O espírito de inovação é geralmente o resultado de um temperamento egoísta e pontos de vista confinados. As pessoas não olharão para a posteridade, que nunca olhará para trás, para seus ancestrais.
Eles estão cercados por um exército não formado nem pela autoridade de sua coroa nem por seu comando, e que, se mandassem se dissolver, os dissolveria instantaneamente. Nosso sistema político é colocado em justa correspondência e simetria com a ordem do mundo e com o modo de existência decretado a um corpo permanente composto de partes transitórias; em que, pela disposição de uma sabedoria estupenda, moldando junto a grande incorporação misteriosa da raça humana, o todo, de uma só vez, nunca é velho, ou de meia-idade, ou jovem, mas em uma condição de constância imutável, segue em frente através do variado teor de perpétua decadência, queda, renovação e progressão. Assim, ao preservar o método da natureza na conduta do estado, naquilo que melhoramos, nunca somos totalmente novos; no que retemos, nunca somos totalmente obsoletos.
Se a sociedade civil for feita para o benefício do homem, todas as vantagens para as quais ela foi feita passam a ser seu direito. [...] Os homens têm direito à [...] justiça; como entre seus companheiros, se seus companheiros estão em funções políticas ou em ocupação comum. Eles têm direito aos frutos de sua indústria; e aos meios de tornar sua indústria frutífera. Eles têm direito às aquisições de seus pais; para a nutrição e aprimoramento de sua prole; à instrução na vida e à consolação na morte.
Todas as ilusões agradáveis, que tornavam o poder suave e a obediência liberal, que harmonizavam os diferentes matizes da vida e que, por uma assimilação branda, incorporavam à política os sentimentos que embelezavam e suavizavam a sociedade privada, devem ser dissolvidas por esta nova conquista império da luz e da razão. Todas as cortinas decentes da vida devem ser rudemente arrancadas.
Onde o comércio e as manufaturas estão em falta para um povo, o espírito de nobreza e religião permanece, o sentimento supre, e nem sempre o mal supre seu lugar; mas se o comércio e as artes deveriam ser perdidos em um experimento para testar quão bem um estado pode ficar sem esses velhos princípios fundamentais, que tipo de coisa deve ser uma nação grosseira, estúpida, feroz e, ao mesmo tempo, pobre e bárbaros sórdidos, destituídos de religião, honra ou orgulho viril, nada possuindo no momento, e não esperando nada no futuro? Eu gostaria que você não estivesse indo rápido, e pelo atalho mais curto, para aquela situação horrível e nojenta. Já aparece uma pobreza de concepção, uma grosseria e vulgaridade em todos os procedimentos da assembleia e de todos os seus instrutores. Sua liberdade não é liberal. Sua ciência é a ignorância presunçosa.
A sociedade é de fato um contrato. Contratos subordinados para objetos de mero interesse ocasional podem ser dissolvidos à vontade - mas o estado não deve ser considerado nada melhor do que um acordo de parceria em um comércio de pimenta e café, chita ou tabaco, ou qualquer outro tipo de baixa preocupação, para ser tomado por um pequeno interesse temporário, e para ser dissolvido pela fantasia das partes. Deve ser olhado com outra reverência; porque não é uma parceria em coisas subservientes apenas à existência animal grosseira de uma natureza temporária e perecível. É uma parceria em todas as ciências; uma parceria em toda arte; uma parceria em todas as virtudes e em toda a perfeição. Como os fins de tal parceria não podem ser obtidos em muitas gerações, ela se torna uma parceria não só entre aqueles que estão vivos, mas entre aqueles que estão vivendo.